# Britse invasie

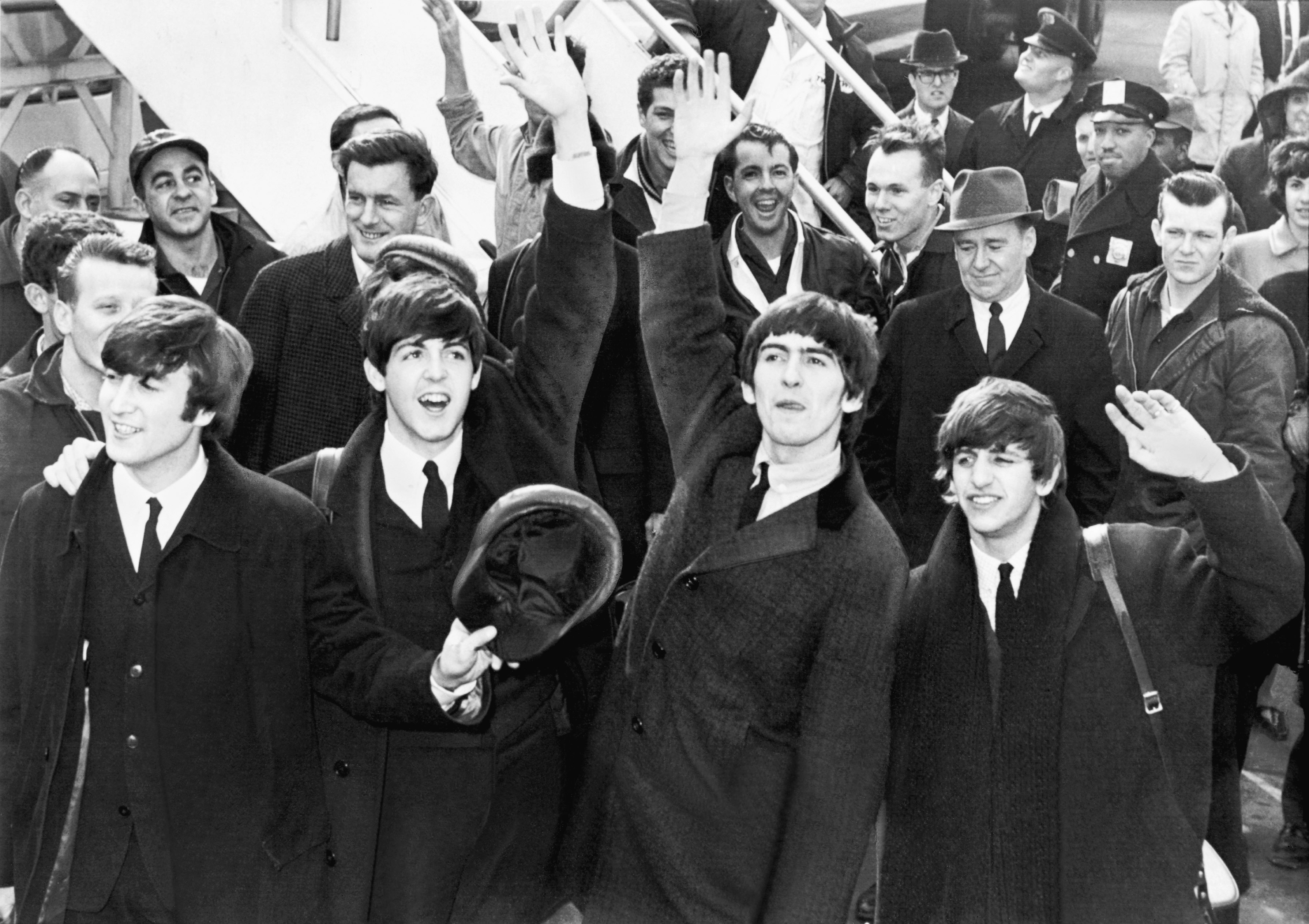
The Beatles in New York (1964)

De Britse invasie (Engels: British Invasion) verwijst in de Verenigde Staten en Canada naar de "vloedgolf" van Britse bands die vanaf 1964 Amerikaanse bands en artiesten in de hitlijsten overschaduwde.
In 1963 bereikten The Beatles al het grote succes in eigen land (en in Zweden). Vanaf begin 1964 kwam het internationale succes en werden (ook) de Amerikaanse hitlijsten veroverd. Dat was opmerkelijk, want tot die tijd werden buitenlandse hits in de Verenigde Staten zelden gewaardeerd. Op 4 april 1964 waren de eerste vijf plaatsen in de Billboard Hot 100 voor The Beatles.
Andere Britse bands konden hiervan meeprofiteren. De volgende was The Dave Clark Five met Glad All Over. Daarna volgden anderen, zoals The Animals (The House of the Rising Sun), The Hollies (Stop Stop Stop), The Kinks (Dedicated Follower of Fashion), The Rolling Stones en The Who. Er volgden vele Amerikaanse tournees.
Het Amerikaanse antwoord op de Britse invasie bestond onder meer uit The Byrds (niet te verwarren met de Birds) en The Monkees. Van de bestaande bands lukte het eigenlijk alleen The Beach Boys, The Four Seasons en The Mamas and the Papas om – tegen de stroom in – het succes te behouden.